# فكتور نيلسون
فكتور نيلسون (بالسويدية: Viktor Nilsson)‏ (14 يوليو 1993 بالسويد - ) هو لاعب كرة قدم سويدي في مركز الهجوم. لعب مع نادي إلفسبورغ ونادي فارنامو وMjällby AIF ‏ ونادي جونكوبينغ سودرا ‏.

## وصلات خارجية
- فكتور نيلسون على موقع اتحاد السويد (السويدية)
- فكتور نيلسون على موقع قاعدة بيانات كرة القدم.إي يو (الإنجليزية)
- فكتور نيلسون على موقع Soccerway.com (الإنجليزية)